# Зеленская, Варвара Владимировна
Варва́ра Влади́мировна Зеле́нская (в замужестве Дежо́рж (фр. Degeorges), род. 5 октября 1972, Петропавловск-Камчатский, РСФСР, СССР) — советская и российская горнолыжница, заслуженный мастер спорта России. Победительница 4 этапов Кубка мира, многократная чемпионка России, участница 4 зимних Олимпиад (лучший результат — 8-е место в 1994 в скоростном спуске). Специализировалась в скоростном спуске и супергиганте.

## Биография
Росла болезненным ребенком. В пятилетнем возрасте родители отдали Варю в горнолыжную секцию четы известных альпинистов Л. С. Аграновской и Г. Л. Аграновского, чтобы маленький ребенок был больше на свежем воздухе. Девочка быстро освоилась на горных лыжах, усердно тренировалась и в 15 лет дебютировала на юношеских всесоюзных соревнованиях, которые выиграла.
Юную спортсменку приметили тренеры сборной СССР, пригласив принять участие в международных стартах. Дебютировала в Кубке мира 18 февраля 1989 года в канадском Лейк Луизе и заняла 13-е место в скоростном спуске. В марте 1990 года выиграла бронзу чемпионата мира среди юниоров в скоростном спуске, уступив другой советской горнолыжнице Светлане Гладышевой, а также немке Кате Зайцингер. Впервые Зеленская поднялась на подиум на этапах Кубка мира 21 декабря 1990 года в скоростном спуске во французском Морзине в возрасте 18 лет.
Первую победу одержала 1 марта 1996 года в скоростном спуске в норвежском Нарвике, опередив Пикабо Стрит и Хайди Цурбригген. Последний раз выступала в Кубке мира 7 марта 2002 года (13-е место в супергиганте в Альтенмаркте).
Завершила спортивную карьеру в 2006 году после того, как выиграла золото чемпионата России в супергиганте в Шерегеше (только Олеся Алиева проиграла Зеленской меньше двух секунд).
В Кубке Европы выиграла 9 этапов (5 в скоростном спуске и 4 в супергиганте), в сезоне 1993/94 Зеленская была лучшей в зачёте скоростного спуска в Кубке Европы.

## Личная жизнь
Замужем за бывшим физиотерапевтом женской горнолыжной сборной Франции Жюльеном Дежоржем, с которым познакомилась в 1998 году. 24 февраля 2003 года родила дочь, которую назвали Марта. Живёт в Куршевеле, работает горнолыжным инструктором.
У Зеленской есть два племянника Сергей и Валерий, которые также занимаются горнолыжным спортом.
Окончила Камчатский государственный педагогический институт.

## Результаты на крупнейших соревнованиях

### Зимние Олимпийские игры
| Олимпийские игры    | Скоростной спуск | Супергигант | Гигантский слалом | Слалом | Комбинация |
| ------------------- | ---------------- | ----------- | ----------------- | ------ | ---------- |
| 1992 Альбервиль     | —                | 24          | —                 | —      | DNF        |
| 1994 Лиллехаммер    | 8                | 21          | —                 | —      | DNF        |
| 1998 Нагано         | 13               | 12          | —                 | —      | —          |
| 2002 Солт-Лейк-Сити | 21               | 26          | —                 | —      | —          |

### Чемпионаты мира
| Чемпионат мира     | Скоростной спуск | Супергигант | Гигантский слалом | Слалом | Комбинация |
| ------------------ | ---------------- | ----------- | ----------------- | ------ | ---------- |
| 1991 Зальбах       | 14               | 11          | —                 | —      | 14         |
| 1993 Мориока       | 13               | 21          | 28                | —      | —          |
| 1996 Сьерра-Невада | 13               | 23          | 22                | —      | —          |
| 1997 Сестриере     | 6                | 10          | DSQ               | —      | —          |
| 2001 Санкт-Антон   | 21               | 18          | —                 | —      | —          |

### Призовые подиумы на этапах Кубка мира (13)
| №  | Сезон   | Дата        | Этап                | Дисциплина       | Место |
| -- | ------- | ----------- | ------------------- | ---------------- | ----- |
| 1  | 1990/91 | 21 дек 1990 | Морзин              | Скоростной спуск | 3     |
| 2  | 1990/91 | 24 фев 1991 | Фурано              | Скоростной спуск | 3     |
| 3  | 1992/93 | 22 янв 1993 | Хаус                | Скоростной спуск | 2     |
| 4  | 1994/95 | 5 мар 1995  | Зальбах-Хинтерглемм | Скоростной спуск | 2     |
| 5  | 1994/95 | 11 мар 1995 | Ленцерхайде         | Скоростной спуск | 2     |
| 6  | 1994/95 | 15 мар 1995 | Бормио              | Скоростной спуск | 2     |
| 7  | 1995/96 | 3 дек 1995  | Лейк Луиз           | Скоростной спуск | 3     |
| 8  | 1995/96 | 29 фев 1996 | Нарвик              | Скоростной спуск | 2     |
| 9  | 1995/96 | 1 мар 1996  | Нарвик              | Скоростной спуск | 1     |
| 10 | 1996/97 | 1 дек 1996  | Лейк Луиз           | Супергигант      | 3     |
| 11 | 1996/97 | 1 фев 1997  | Лакс                | Скоростной спуск | 1     |
| 12 | 1996/97 | 28 фев 1997 | Хаппо Оне           | Скоростной спуск | 1     |
| 13 | 1996/97 | 2 мар 1997  | Хаппо Оне           | Скоростной спуск | 1     |